# Диаб, Мохамед
Моха́мед Диа́б (англ. Mohamed Diab, араб. محمد دياب‎, египетско-арабское произношение: [mæˈħ.amæd dˤiæb], 1978, Исмаилия, Египет) — египетский сценарист и режиссер, чья работа часто связана с насущными проблемами египетского общества. Известен своим режиссерским дебютом в фильме «678» (2010) (Les Femmes du bus 678), который вышел на экраны за месяц до египетской революции.
В октябре 2020 года Мохамед Диаб был нанят для постановки эпизодов предстоящего мини-сериала «Лунный рыцарь» (2022) для потокового сервиса Disney+.

## Карьера

### Эль-Гезейра
Фильм «El Gezeira», выпущенный в 2007 году, вдохновлен реальной историей возвышения безжалостного наркобарона, жившего на острове в Верхнем Египте. Фильм установил рекорды кассовых сборов и часто упоминается в египетской поп-культуре. Сиквел фильма («El Gezeira 2»), выпущенный в 2014 году, начинается с побега наркобарона из тюрьмы во время египетской революции и его возвращения к власти на острове. Фильм установил рекорды египетских кассовых сборов, став самым кассовым египетским и арабским фильмом всех времен. Диаб являлся только сценаристом фильма, а Шериф Арафа режиссёром.

### Cairo 678
«678», или «Cairo 678» (2010) — режиссерский дебют Диаба. В фильме переплетаются истории трио женщин, которые борются с эпидемией сексуальных домогательств в Каире. Фильм вышел на экраны в декабре 2010 года и считается самым отмеченным наградами современным египетским фильмом. Фильм был распространен на международном уровне и получил хорошие результаты, особенно во Франции, где было продано 265 000 билетов и фильм получил награду зрительского признания ÉcranTotal «coup de foudre du public».

### Clash
«Противостояние» («Clash») должен был стать фильмом о подъеме египетской революции, но в конечном итоге стал фильмом, в котором запечатлено падение революции. Весь фильм снят внутри полицейского грузовика.
Фильм получил гранты и финансирование от кинообщества Сан-Франциско, CNC l'aide au Cinémas du Monde и ARTE France.
Фильм был официально отобран для участия в Каннском кинофестивале 2016 года в категории «Особый взгляд».

### Лунный рыцарь
В октябре 2020 года Диаб был нанят для постановки эпизодов предстоящего сериала «Лунный рыцарь» (2022) для сервиса потокового вещания Disney+, действие которого происходит в медиафраншизе «Кинематографическая вселенная Marvel».

## Фильмография
| Год  | Название                      | Известен как | Известен как | Комментарии                                |
| Год  | Название                      | Режиссёр     | Сценарист    | Комментарии                                |
| ---- | ----------------------------- | ------------ | ------------ | ------------------------------------------ |
| 2007 | Ahlam Hakekeya (Real Dreams)  |              | Да           |                                            |
| 2007 | El Gezeira (The Island)       |              | Да           |                                            |
| 2009 | Badal Fa'ed (The Replacement) |              | Да           |                                            |
| 2009 | Alf Mabrouk (Congratulations) |              | Да           | Соавторство с Халидом Диабом               |
| 2010 | 678                           | Да           | Да           |                                            |
| 2014 | Décor                         |              | Да           | Соавторство с Шерин Диаб                   |
| 2014 | El Gezira 2 (The Island 2)    |              | Да           | Сооавторство с Халидом Диабом и Шерин Диаб |
| 2016 | Clash                         | Да           | Да           | Соавторство с Халидом Диабом               |
| 2021 | Amira                         | Да           | Да           | Сооавторство с Халидом Диабом и Шерин Диаб |
| 2022 | Лунный рыцарь                 | Да           | Нет          | Телесериал потокового вещания              |

## Награды

### Cairo 678 (Les Femmes du Bus 678)
| Фестиваль                               | Награды                                                           |
| --------------------------------------- | ----------------------------------------------------------------- |
| Международный кинофестиваль в Чикаго    | Серебряный «Хьюго»: Лучший фильм Серебряный «Хьюго»: Лучший актёр |
| Dubai International Film Festival       | Лучший актёр Лучшая актриса                                       |
| Asia Pacific Screen Awards              | Главный приз жюри Высокая оценка                                  |
| Sydney Film Festival                    | Специальное упоминание                                            |
| Montpellier Mediterranean Film Festival | Приз публики Приз юного зрителя                                   |
| Taormina Film Festival                  | Премия «Выбор молодежи»                                           |
| Heartland Film Festival                 | Главный приз                                                      |
| Khouribga African Film Festival         | Лучший фильм Лучшая актриса второго плана                         |
| Third Eye Asian Film Festival           | Лучший фильм                                                      |
| Mediterranean Film Festival             | Лучший фильм                                                      |
| Salé Women's Film Festival              | Специальное упоминание                                            |
| African Film Festival of Cordoba        | Приз зрительских симпатий                                         |
| Cologne African Film Festival           | Приз зрительских симпатий                                         |
| Egyptian Oscars                         | Лучший новый режиссер                                             |
| SIGNIS                                  | Приз жюри                                                         |
| Arabian Sights Film Festival            | Приз зрительских симпатий                                         |

В 2011 году Кристиан Аманпур вручила Мохамеду Диабу премию «Webby».